# Isla Cerro Prieto
Isla Cerro Prieto är en ö i Mexiko. Den ligger i lagunen Laguna Superior och tillhör kommunen Juchitán de Zaragoza i delstaten Oaxaca, i den södra delen av landet. Arean är 1,55 kvadratkilometer.